# Avtoexport

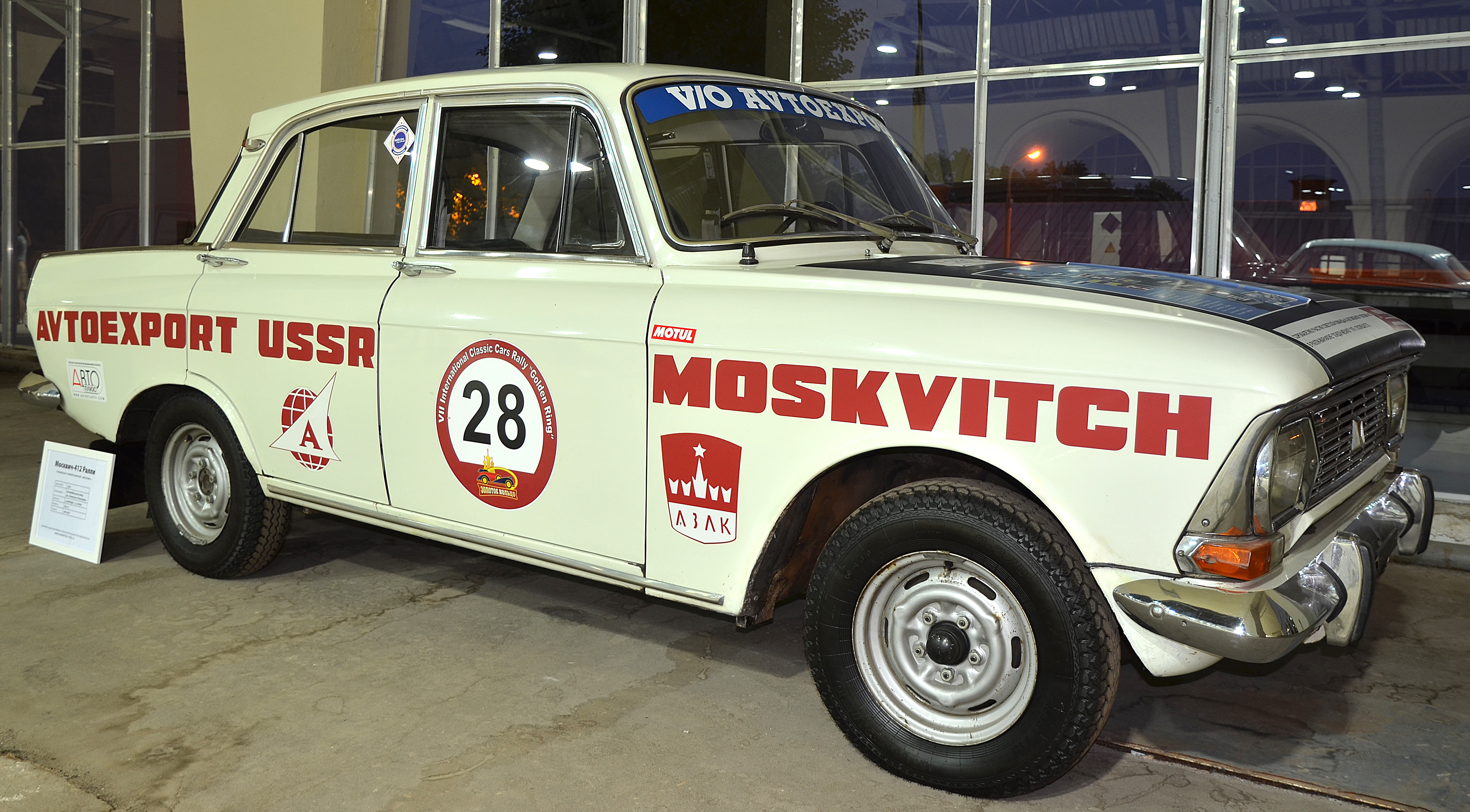
Moskvitsj 412-rallyauto met reclame van Avtoexport.

V/O Avtoexport (Russisch: Внешнеторговое Объединение «Автоэкспорт») was een handelsonderneming in de Sovjet-Unie (USSR) die was belast met de export van voertuigen. De in Moskou gevestigde organisatie werd opgericht in 1956 en heeft bestaan tot 1990. V/O (внешнеторговое объединение) kan vrij vertaald worden als “vereniging voor buitenlandse handel”.

## Geschiedenis
De USSR exporteerde elk jaar honderdduizenden personenauto’s, vrachtauto’s, autobussen en (gemotoriseerde) tweewielers. De Comecon-landen waren de grootste importeurs van Sovjet-voertuigen: eind jaren zestig bleef 70% van de export binnen het Oostblok. Het betrof ruilhandel en de USSR ontving daarvoor bijvoorbeeld Jawa-motorfietsen en Tatra-vrachtauto's uit Tsjecho-Slowakije en Ikarus-bussen uit de Volksrepubliek Hongarije.
Buiten de Comecon was het beleid van Avtoexport erop gericht om de winstmarge zo laag mogelijk te houden en de voertuigen voor prijzen dichtbij of zelfs onder de productiekosten in roebels te verkopen om zoveel mogelijk harde valuta binnen te halen voor de Sovjet-economie.
Geëxporteerd werden merken als IZj Planeta en Jupiter, Ural en Voschod (motorfietsen), Rīga (bromfietsen) Vjatka (scooters), RAF (autobussen), ZiL en BelAZ (vrachtauto's). Maar vooral personenauto's waren in toenemende mate een belangrijk exportproduct voor de USSR.

### Export van personenauto's

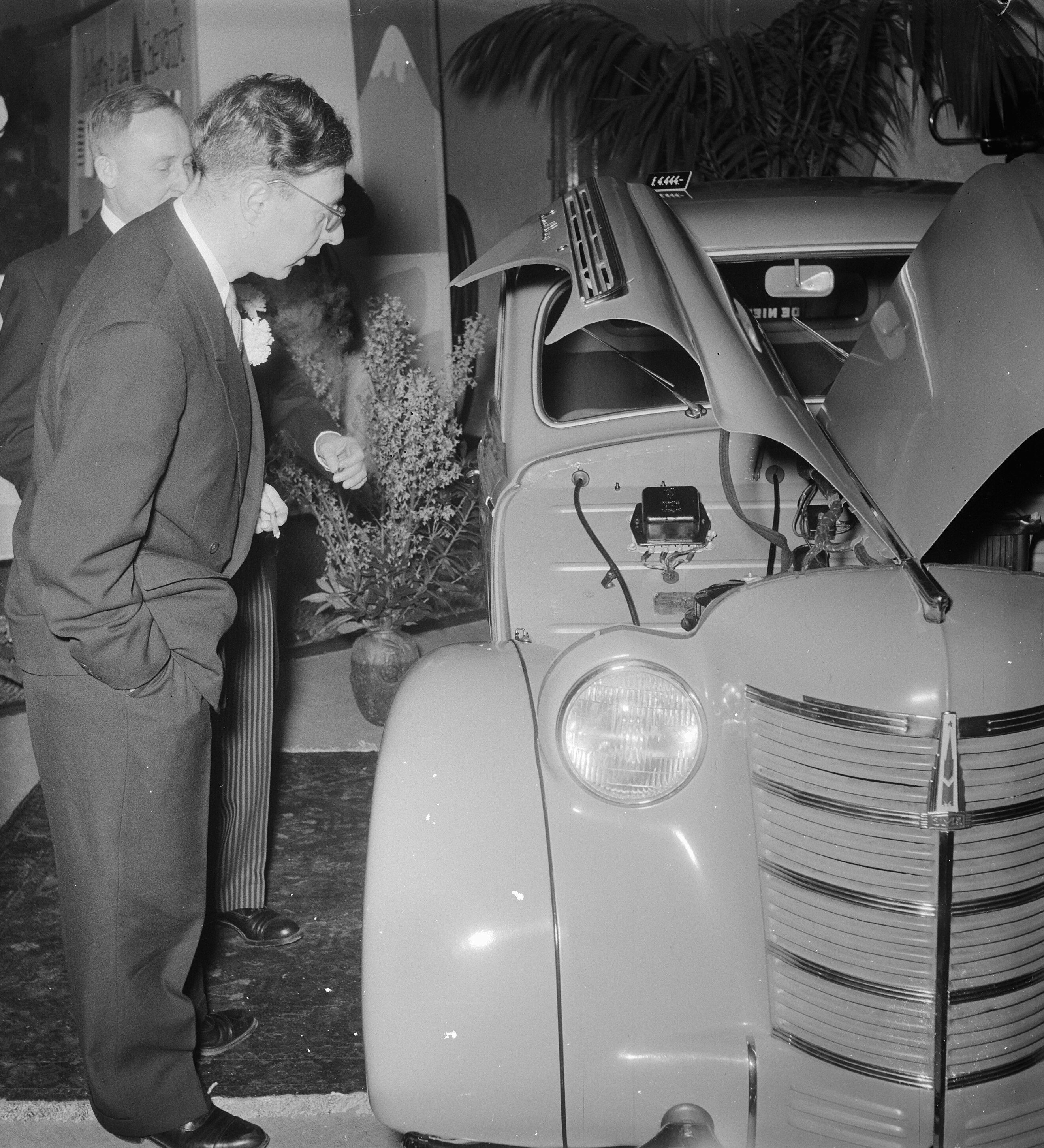
Moskvitsj 400 op de AutoRAI, 26 februari 1954.

De USSR was al voor de dood van Jozef Stalin begonnen met de export van personenauto's. De Moskvitsj 400 werd in 1951 getoond op het Autosalon van Brussel en was de goedkoopste auto van de tentoonstelling. De Moskvitsj-verkoop maakte deel uit van een handelsovereenkomst met België in ruil waarvoor de USSR plaatstaal, koper, elektrische uitrusting en haringen ontving. Maar de grootschalige export begon in 1956 met de oprichting van V/O Avtoexport, een staatsbedrijf met een monopolie om Sovjet-voertuigen op internationale markten te verkopen en speciale motorvoertuigen te importeren waar in de USSR behoefte aan was.
Rond 1960 waren de Sovjet-auto's modern en stijlvol, met typische Russische kenmerken zoals een hoge bodemvrijheid, dikker dan gemiddeld metaal en degelijke, praktische techniek voor eenvoudig onderhoud. Vanaf het begin van de jaren zestig was de Moskvitsj een van de belangrijkste producten uit het assortiment van de organisatie. De Moskvitsj 408 verkocht goed in het buitenland: tot 55 procent van alle geproduceerde exemplaren werd geëxporteerd. In Finland was het in de jaren zestig een aantal jaren de populairste auto. Een belangrijke factor daarbij was de aanschafprijs: in Finland kostte het model minder dan een Volkswagen Kever. Ook de Moskvitsj 412 was behoorlijk populair in de westerse wereld. In de Benelux werd de auto verkocht onder de merknaam Scaldia.
Ook auto's gemaakt bij Gorkovski Avtomobilny Zavod (GAZ) werden naar het buitenland geleverd. De belangrijkste auto van GAZ was de Volga en van eind jaren zestig tot midden jaren tachtig specifiek het model GAZ 24 Volga. In de USSR was het een auto uit de hogere middenklasse die vaak door overheidsfunctionarissen of als taxi werd gebruikt maar de GAZ 24's werden ook geëxporteerd naar West-Europese landen en geassembleerd bij Scaldia-Volga SA. Daar kregen ze vaak dieselmotoren van Peugeot en andere, aangepaste onderdelen.

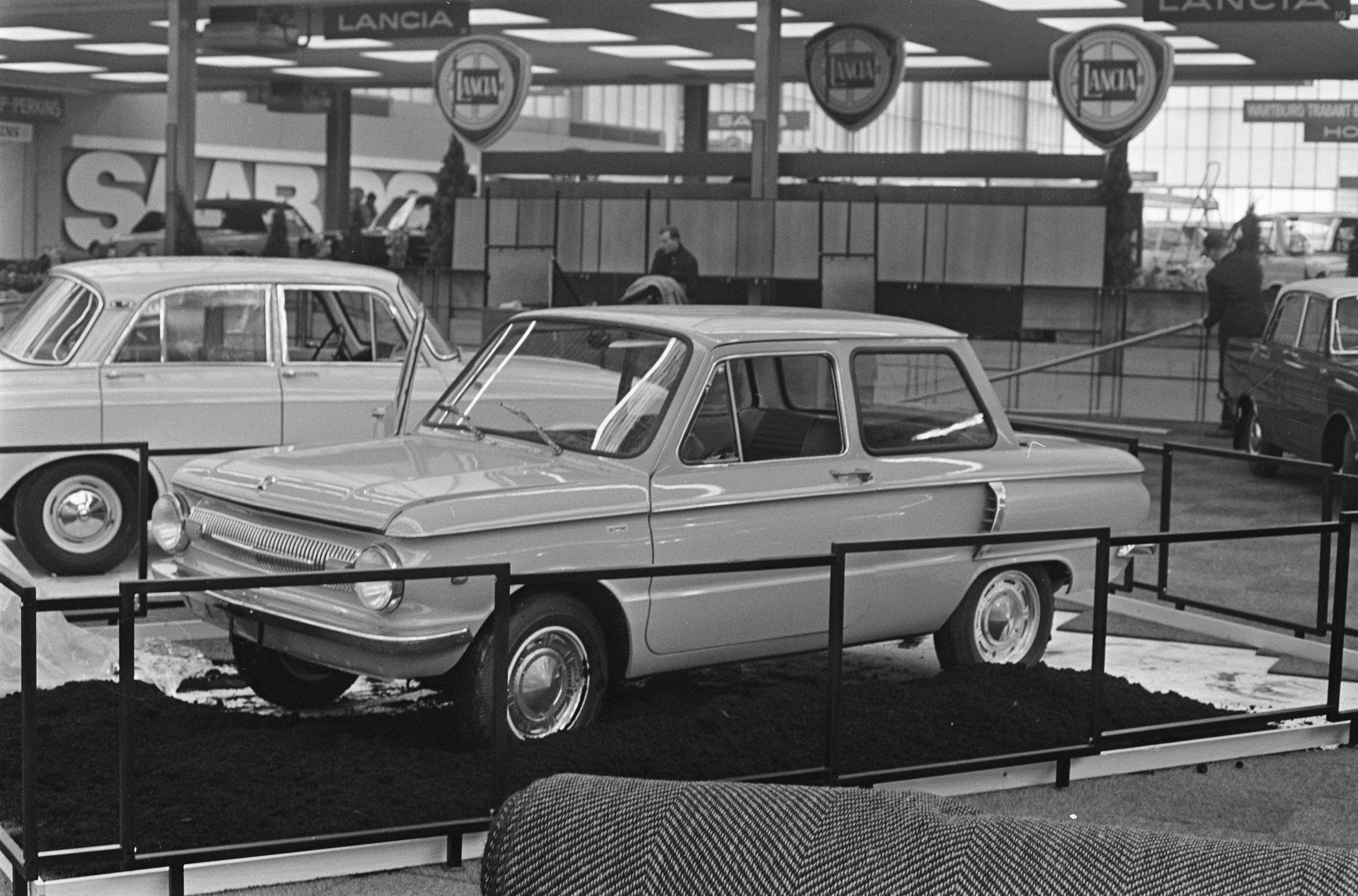
Scaldia en ZAZ op de 58e AutoRAI 1969.

De ZAZ 965 en ZAZ 966 (Zaporozjets uit de Oekraïense fabriek Zaporozjski avtomobilny zavod) waren compacte auto’s die op sommige westerse markten werden verkocht als Jalta of Eliette. Eind jaren zestig en begin jaren zeventig zagen ze er behoorlijk modern uit en waren populair in sommige Scandinavische landen en Frankrijk, maar er was in het Westen minder vraag naar de auto’s van GAZ en ZAZ dan naar die van AvtoVAZ, die vanaf de jaren zeventig erg succesvol werden.

### Lada succesvol in het Westen
Direct nadat in de vroege jaren zeventig met hulp van FIAT een nieuwe autofabriek was gebouwd in Toljatti aan de oevers van de Wolga, begon Avtoexport de Lada’s te exporteren. In de meest succesvolle jaren werden tot 100.000 Lada's in het buitenland verkocht. Ze werden onder andere geëxporteerd naar Scandinavië, Frankrijk, Italië, West-Duitsland en ook over de oceaan, naar Canada en Australië. AvtoVAZ maakte ook speciale versies van zijn auto's om in niches van specifieke landen te passen. Zo koos het bedrijf er soms voor om het motorvermogen te verminderen om extra belasting te voorkomen, zoals het geval was met de populaire Lada Niva die soms was uitgerust met een 1,3 liter-motor.
Op het hoogtepunt eind jaren zeventig exporteerde de USSR bijna 400.000 voertuigen. De inkomsten uit auto-export waren hoger dan die uit de verkoop van aardgas. Vanaf medio jaren tachtig werd de Lada Samara aan het programma toegevoegd. In sommige landen verkochten Lada's uitzonderlijk goed. Zo werden in 1986 alleen al in Frankrijk meer dan 21.000 stuks verkocht. Het merk was daar de dertiende best verkochte auto, vóór grote merken als Volvo, Toyota en Nissan.

### Marketing
Medio jaren zestig had Avtoexport een van de grootste marketingnetwerken ter wereld, met 1.200 servicecentra, 17 magazijnen en 24 opleidings- en adviescentra waar jaarlijks meer dan 2.000 specialisten werden getraind.
Veel Sovjet-fabrikanten die vooral ook aan de binnenlandse markt leverden, waren eerder bezorgd over het voldoen aan lange wachtlijsten dan over het genereren van "extra" vraag, en produceerden dus vrijwel geen reclamemateriaal. Omdat het echter om uitvoer ging, bevond V/O Avtoexport zich in de ongewone positie om buitenlandse consumenten te moeten prikkelen met glanzende brochures.
In 1965 publiceerde Avtoexport de eerste uitgave van het tijdschrift Avtoexport round-up, gedrukt in vier talen - Engels, Russisch, Frans en Duits, dat was bedoeld om nieuws en informatie over de Sovjet-voertuigen onder de aandacht van een internationaal publiek te brengen. Bijna elke uitgave bevatte artikelen over Sovjet-voertuigen over de hele wereld. Het driemaandelijkse tijdschrift verscheen tot 1990 en er werden 99 nummers gepubliceerd, later ook in het Zweeds, Fins en Spaans.

### Einde
Eind jaren tachtig was de USSR de vierde grootste producent van vrachtauto's en de achtste grootste producent van personenauto's ter wereld. In 1987 had Avtoexport een buitenlandse omzet van 6 biljoen Amerikaanse dollar, 48 keer meer dan in 1956 toen het werd opgericht. Veelbelovende nieuwe automodellen en prototypen voorspelden een goede toekomst voor de Sovjet-voertuigindustrie maar dat bleek niet uit te komen.
Het uiteenvallen van de Sovjet-Unie en het einde van de centraal geleide economie betekende ook het einde voor Avtoexport.